# Kristian Petri
Kristian Petri, född den 19 maj 1956 i Ärtemark i Dalsland, är en svensk filmregissör, manusförfattare, författare och kulturjournalist.

## Journalist- och författarkarriär
Petri var producent på Sveriges Television 1980–1985 och var kulturjournalist på Expressen (1986–1989) och därefter Dagens Nyheter (1989–?). Hans debutbok, barndomsskildringen Första rummet, gavs ut 1988. Därefter följde tre reseskildringar: Djungeln (1990), Resan till Sachalin (1992) och Den sista ön (1994), där han skildrar resor till Borneos djungler, fångön Sachalin vid Rysslands stillahavskust och ett antal öar i Atlanten, bland annat Sankta Helena, Falklandsöarna och Kap Verde. 1996 kom novellsamlingen Den stulna novellen, och 1999 ytterligare en novellsamling, Nattboken. Samma år gavs även hans reportagebok Fyren ut. 2004 kom två samlingar med artiklar: Kartboken och Anteckningsboken. Efter ett uppehåll från skrivandet utkom 2013 den självbiografiska boken Pappan samt den pseudobiografiska Träsket.

## Filmkarriär
Som filmskapare har Petri både gjort dokumentärer och spelfilm. Hans två första kortfilmer Förr i världen och Sprickan blev båda officiellt uttagna till Semaine de la critique i Cannes. Filmen Detaljer från 1993 baserades på texter av Lars Norén och belönades med en Guldbagge för bästa manliga huvudroll (Jonas Karlsson) samt nominerades för ytterligare fyra Guldbaggar. Även Sommaren från 1995 nominerades till fyra Guldbaggar, för bästa regi, bästa manus, bästa manliga huvudroll och bästa kvinnliga huvudroll. Den belönades med en Guldbagge för bästa kvinnliga huvudroll (Gunilla Röör). Sommaren blev också officiellt uttagen till Quinzaine des réalisateurs i Cannes. 2010 regisserade Petri den psykologiska thrillern Ond tro med danska Sonja Richter och Jonas Karlsson i huvudrollerna. Den blev officiellt uttagen till Toronto International Film Festival.
Petri har även spelat in flera reklamfilmer, bland annat för McDonalds och för Vodafone i Ungern.

## Kristian Petri i media
Kristian Petri är inspiration till figuren Krille Krokodil i den tecknade serien Arne Anka.

## Filmografi
Enligt IMDb och Svensk Filmdatabas:
Regi
- 1980 – Jamaicaresan (dokumentär)
- 1981 – Allt genast! (dokumentär)
- 1981 – Bilder av Birgitta (dokumentär)
- 1982 – Festen (dokumentär)
- 1983 – Arte et Marte (dokumentär)
- 1983 – En röd spegel (dokumentär)
- 1984 – Aska och jordgubbar (dokumentär)
- 1987 – Rocket Garden (kortfilm)
- 1989 – Gentlemannakriget (dokumentär, med Björn Cederberg)
- 1989 – Tong Tana (dokumentär, med Björn Cederberg)
- 1991 – Förr i världen (kortfilm)
- 1992 – Sprickan (kortfilm)
- 1995 – Sommaren
- 1995 – Atlanten (dokumentär, med Magnus Enquist och Jan Röed)
- 1996 – Königsberg express (dokumentär, med Björn Cederberg och Jan Röed)
- 2000 – Fyren (dokumentär, med Magnus Enquist och Jan Röed)
- 2000 – Skärgårdsdoktorn (TV-serie) (tre avsnitt)
- 2002 – Tokyo Noise (med Jan Röed och Johan Söderberg)
- 2003 – Detaljer
- 2005 – Styckmordet (dokumentär, med Claes J.B. Löfgren och Anders Engström)
- 2005 – Brunnen (dokumentär)
- 2006 – Världarnas bok (TV-serie) (sex avsnitt)
- 2007 – Höök (TV-serie) (två avsnitt)
- 2010 – Ond tro
- 2013 – En pilgrims död
- 2014 – Den fjärde mannen (TV-serie) (tre avsnitt)
- 2015 – Hotellet
- 2021 – Världens vackraste pojke (dokumentär) (Samarbete med Kristina Lindström)

Manus
- 1989 – Gentlemannakriget (dokumentär, med Björn Cederberg)
- 1995 – Sommaren (med Stig Larsson)
- 1995 – Atlanten (dokumentär)
- 1997 – Slutspel (med Rolf Almström och Charlie Christensen)
- 2000 – Fyren (dokumentär)
- 2005 – Brunnen (dokumentär)
- 2015 – Hotellet
- 2021 – Världens vackraste pojke (dokumentär) (Samarbete med Kristina Lindström)

Roller
- 1980 – Flygnivå 450
- 1990 – Kaninmannen
- 2014 – En levande själ